# فلزاندودی

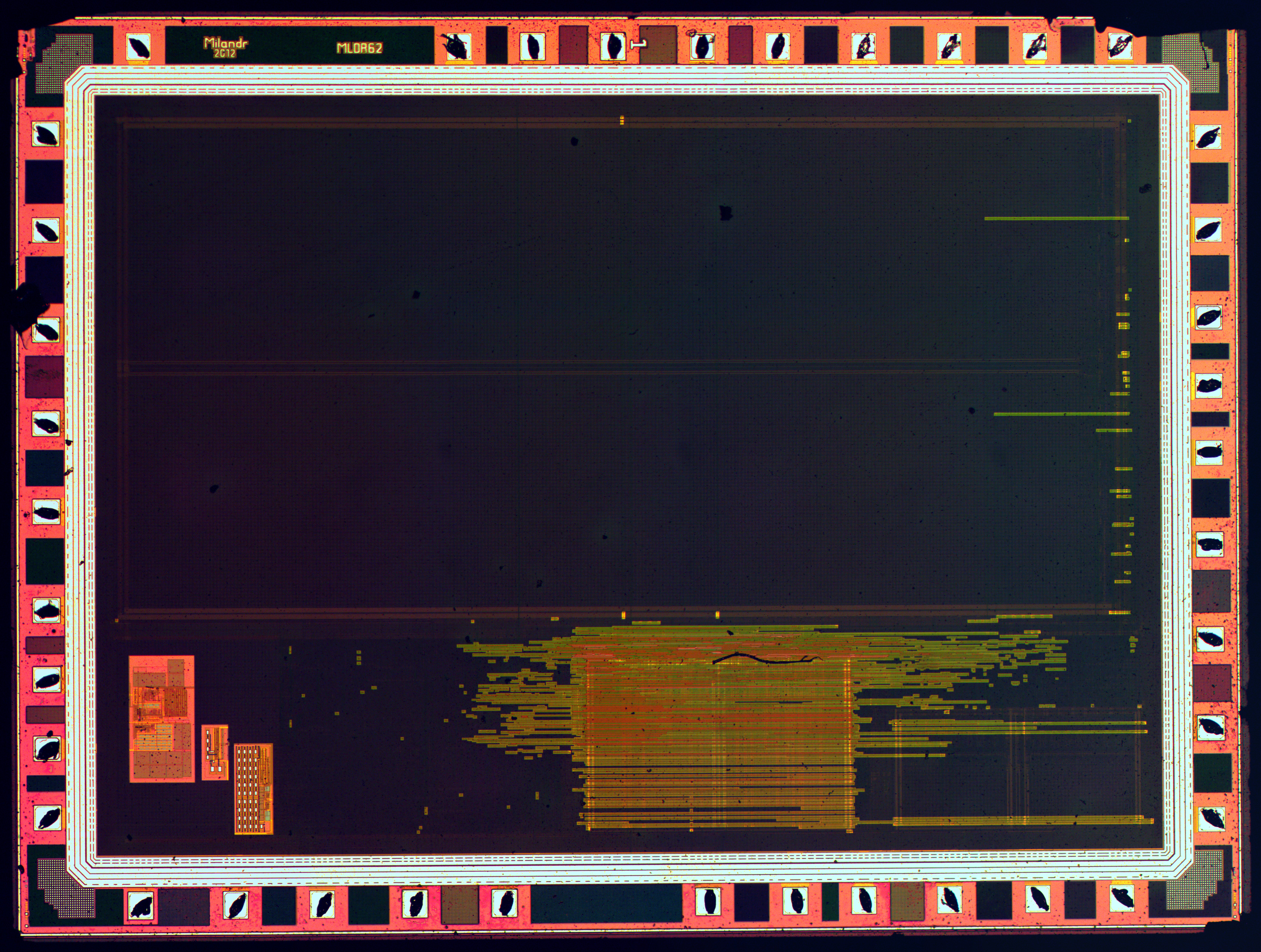
دای سخت‌شده با تابش از میکروکنترلر 1886VE10 قبل از زُدایش فلزاندودسازی

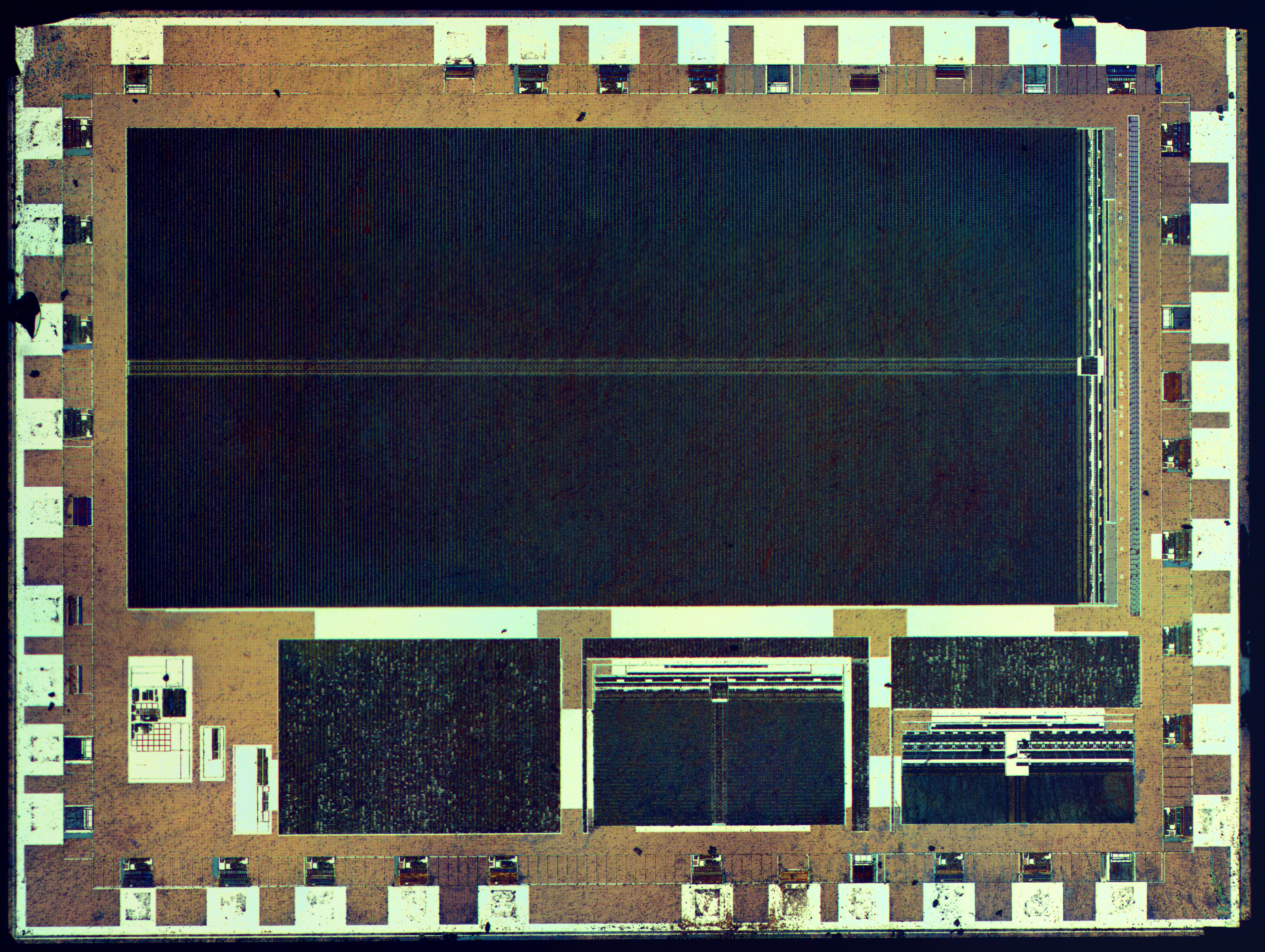
دای سخت شده با تابش از میکروکنترلر 1886VE10 پس از استفاده از فرایند زودایش فلزاندودی

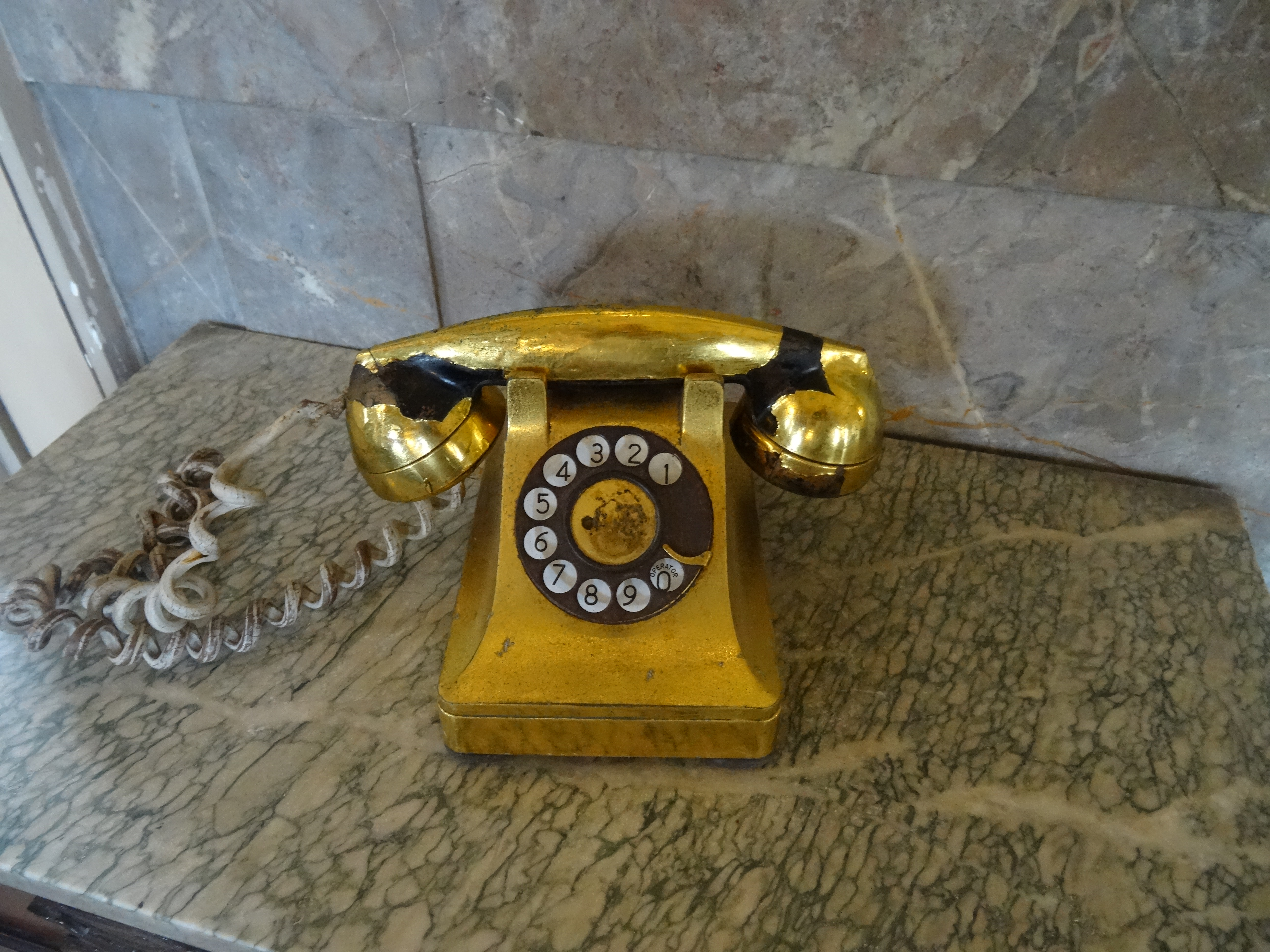
تلفن طلاکاری شده متعلق به دیکتاتور باتیستا در موزه انقلاب در هاوانا

فلزاندودی (به انگلیسی: Metallizing) یا متالیزاسیون نام عمومی فنّ پوشش فلز بر روی سطح اجسام است. پوشش‌های فلزی ممکن است تزئینی، محافظ یا کاربردی باشند.
فنون‌های فلزاندودسازی از همان اوایل ساخت آینه شروع شد. در سال ۱۸۳۵، یوستوس فون لیبیش فرایند پوشاندن سطح شیشه‌ای با نقره فلزی را کشف کرد و آینه شیشه ای را به یکی از اولین موارد فلزاندودی تبدیل کرد. آبکاری سایر اجسام غیر فلزی با معرفی پلاستیک ABS به سرعت رشد کرد. از آنجایی که یک جسم غیرفلزی تمایل دارد رسانای الکتریکی ضعیفی باشد، سطح جسم باید قبل از اجرای آبکاری رسانشی شود. ابتدا قسمت پلاستیکی توسط یک فرایند مناسب، مانند فرو بردن در مخلوط اسید کرومیک - اسید سولفوریک داغ، به صورت شیمیایی زدوده (به انگلیسی: etched) می‌شود. سطح زدوده شده با فرو بردن ابتدا در محلول کلرید قلع (II) و سپس محلول کلرید پالادیوم حساس و فعال می‌شود. سپس سطح پردازش شده قبل از آبکاری بیشتر با مس یا نیکل الکترولس پوشیده می‌شود. این فرایند مفیدی (حدود ۱ تا ۶ کیلوگرم‌نیرو بر سانتی‌متر یا ۱۰ تا ۶۰ نیوتن بر سانتی‌متر یا ۵ تا ۳۵ پوندنیرو بر اینچ) می‌دهد، اما بسیار ضعیف تر از قدرت چسبندگی فلز-به-فلز واقعی است.
فلزاندودی در خلاء شامل حرارت دادن فلز پوششی تا نقطه جوش آن در یک محفظه خلاء است و سپس اجازه می‌دهد تا چگالش (به انگلیسی: condensation) فلز را روی سطح زیرلایه رسوب کند. گرمایش مقاومتی، پرتو الکترونی یا گرمایش پلاسما برای تبخیر فلز پوششی استفاده می‌شود. فلزاندودی خلاء برای رسوب آلومینیوم بر روی آینه‌های شیشه‌ای بزرگ تلسکوپ‌های بازتابی، مانند تلسکوپ هیل، استفاده شد.
فرآیندهای پاشنده حرارتی اغلب به عنوان فلزاندودی شناخته می‌شوند. فلزات به کار رفته در چنین روشی برای چندین دهه، بیشتر از رنگ به تنهایی از فولاد در برابر خوردگی محافظت می‌کنند. روی و آلومینیوم متداول‌ترین مواد مورد استفاده برای فلزاندودی سازه‌های فولادی هستند.
فناوری فلزات پاشش‌پذیر سرد یک فرایند فلزاندودی است که به‌طور یکپارچه فلز پاشش‌پذیر سرد یا بتونه‌ای را تقریباً روی هر سطحی اعمال می‌کند. فلز ترکیبی از دو (پیونده (به انگلیسی: binder) برپایه آب) یا سه ماده مختلف: پودر فلز، پیونده و سخت‌کننده تشکیل شده است.
مخلوط مواد در دمای اتاق روی زیرلایه ریخته شده یا اسپری می‌شود. اثر مورد نظر و درمان نهایی لازم ضخامت لایه را مشخص می‌کند که معمولاً بین ۸۰ تا ۱۵۰ میکرومتر متغیر است.